# Astragalus afyonicus
Astragalus afyonicus là một loài thực vật có hoa trong họ Đậu. Loài này được (Ponert) Ponert miêu tả khoa học đầu tiên năm 1975.